# Kingman megye
Kingman megye az Amerikai Egyesült Államokban, azon belül Kansas államban található. Megyeszékhelye és legnagyobb városa Kingman. Lakosainak száma 7470 fő (2020. április 1.). Kingman megye Reno, Harper, Sedgwick, Sumner, Barber és Pratt megyékkel határos.

## Népesség
A megye népességének változása:
| Lakosok száma | 7842 | 7896 | 7835 | 7844 | 7687 | 7470 |
|               | 2010 | 2011 | 2012 | 2013 | 2015 | 2020 |